# Trí tuệ đám đông
Trí tuệ của đám đông là ý kiến tập thể của một nhóm cá nhân chứ không phải của một chuyên gia duy nhất. Quá trình này, tuy không mới trong Thời đại Thông tin, nhưng đã được các trang thông tin xã hội như Quora, Stack Exchange, Wikipedia, Yahoo! Hỏi & Đáp và các tài nguyên web khác dựa trên kiến thức chung của con người. Một lời giải thích cho hiện tượng này là có nhiễu đặc trưng liên quan đến từng phán đoán riêng lẻ, và việc lấy giá trị trung bình trên một số lượng lớn các phản hồi sẽ giúp loại bỏ ảnh hưởng của nhiễu này.
Phiên tòa quyết định theo bồi thẩm đoàn có thể được hiểu là ít nhất một phần dựa vào trí tuệ của đám đông, so với phiên tòa băng ghế dựa vào một hoặc một vài chuyên gia. Trong chính trị, đôi khi sự dị nghị được coi là một ví dụ cho thấy sự khôn ngoan của đám đông trông như thế nào. Việc ra quyết định sẽ xảy ra bởi một nhóm đa dạng thay vì bởi một nhóm hoặc đảng phái chính trị khá đồng nhất. Nghiên cứu trong lĩnh vực khoa học nhận thức đã tìm cách mô hình hóa mối quan hệ giữa sự khôn ngoan của hiệu ứng đám đông và nhận thức cá nhân.
Các câu trả lời tổng hợp của một nhóm lớn cho các câu hỏi liên quan đến ước lượng số lượng, kiến thức chung về thế giới và lý luận không gian nói chung đã được tìm thấy   là tốt bằng, nhưng thường vượt trội hơn là câu trả lời được đưa ra bởi bất kỳ cá nhân nào trong nhóm. 